# Pao cai
El pao cai es un tipo de encurtido, normalmente de col china, presente a menudo en la gastronomía china y especialmente en la de Sichuan. Es más común en el norte y oeste de China, si bien también hay una forma exclusiva de pao cai, llamada suan cai, que es importante en el noreste de China.
El pao cai chino se parece mucho al kimchi coreano (que suele llamarse «Han Guo pao cai» en chino), tanto en contenido como en preparación, pero tiende a ser agridulce en lugar de picante. Suele tomarse con arroz congee como desayuno.
El sabor y forma de preparación del pao cai varía mucho de una región a otra de China.